# Сан Марино (Калифорния)
Вижте пояснителната страница за други значения на Сан Марино.
Сан Марино (на английски: San Marino) е град в окръг Лос Анджелис, щата Калифорния, Съединени американски щати. Намира се на 12 km североизточно от центъра на Лос Анджелис. Населението му е е 12 513 души към 2020 г.

## Личности
Починали
- Едуин Хъбъл (1889 – 1953 г.), астроном